# أنطونيو موريلي
أنطونيو موريلي (بالإنجليزية: Antonio Morelli)‏ هو ملحن ومنتج أسطوانات أمريكي، ولد في 22 يوليو 1904 في روتشستر في الولايات المتحدة، وتوفي في 17 يونيو 1974 في لاس فيغاس في الولايات المتحدة.

## وصلات خارجية
- الموقع الرسمي
- أنطونيو موريلي على موقع ميوزك برينز (الإنجليزية)
- أنطونيو موريلي على موقع قاعدة بيانات برودواي على الإنترنت (الإنجليزية)